# Dioscorea wittiana
Dioscorea wittiana är en enhjärtbladig växtart som beskrevs av Reinhard Gustav Paul Knuth. Dioscorea wittiana ingår i släktet Dioscorea och familjen Dioscoreaceae. Inga underarter finns listade i Catalogue of Life.